# Eugen Wilhelm Graf Haugwitz

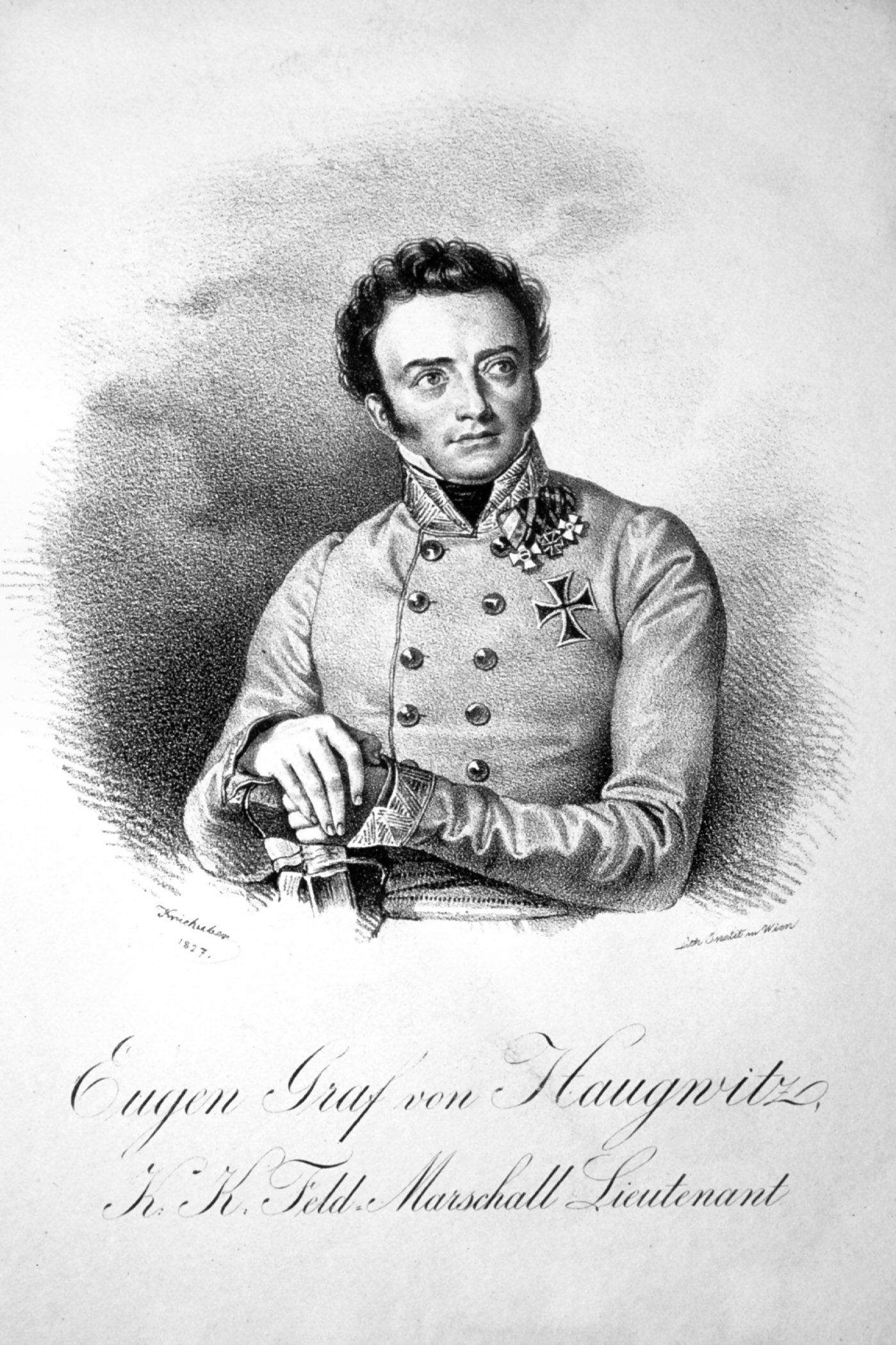
Eugen Wilhelm Graf Haugwitz, Lithographie von Josef Kriehuber, 1827

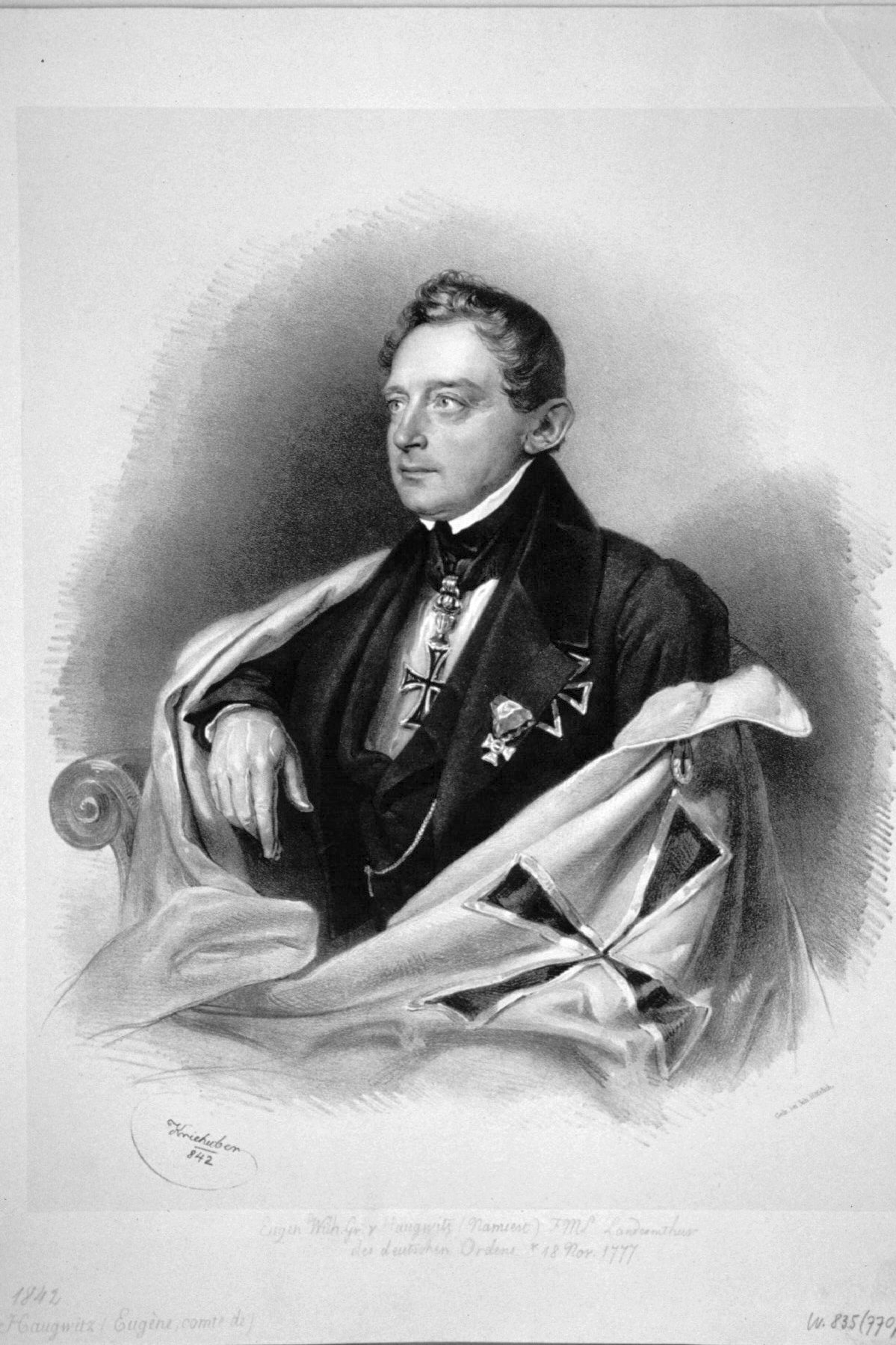
Eugen Wilhelm Graf Haugwitz, Lithographie von Josef Kriehuber, 1842

Eugen Wilhelm Graf Haugwitz (* 16. November 1777 in Brünn; † 4. November 1867 in Wien) war ein österreichischer General und Ritter des Militär-Maria-Theresien-Ordens.

## Leben
Als Sohn des Generals Karl Wilhelm Graf Haugwitz (1736–1819) und dessen Ehefrau Gräfin Maria Josepha von Frankenberg (1744–1821) geboren, der auch seine Erziehung übernahm. Er trat 1793 als Fähnrich in das Heer ein und wurde 1799 als Oberleutnant in den Generalquartiermeisterstab übernommen. Er wurde am 1. November 1801 zum Hauptmann, 1. September 1805 zum Major im Corps befördert und kam 1808 als Oberstleutnant in das 5. Grenz-Regiment, von dort kam er aber schon am 16. März 1809 in das Corps zurück. 1809 wurde er wegen seines ausgezeichneten Verhaltens auf dem Schlachtfeld zum Oberst befördert. 1813 erfolgte die Beförderung zum Generalmajor. Im gleichen Jahr zeichnete er sich in der Völkerschlacht bei Leipzig als Brigadekommandant durch Mut und Kaltblütigkeit aus und erhielt das Ritterkreuz des Maria-Theresien-Ordens. Im folgenden Jahr focht er in Frankreich und wurde bei St. Georges verwundet. 1815 kämpfte er in Italien gegen Joachim Murat und war von 1815 bis 1817 Kommandant von Neapel. 1821 nahm er an der Intervention gegen Neapel teil. 1824 wurde er Inhaber des Infanterieregiments Nr. 38 und 1827 Feldmarschallleutnant. Bereits 1808 zum Ritter des Deutschen Ordens ernannt, wurde er 1835 Landkomtur der Ballei Österreich. 1835 erhielt er auch die Würde eines Geheimrats.